# Burgstall Erlach
Die Burg Erlach lag im Ortsteil Neudorf im Kreuzmayerholz auf der linken Talseite der Großen Mühl in der Gemeinde Haslach an der Mühl im Bezirk Rohrbach (Bauernhof Kreuzmayer, Neudorf Nr. 19).
Der Burgstall gehörte wahrscheinlich zu einer Befestigungskette entlang der Großen Mühl, die sich über den wegen des Baus eines Elektrizitätswerkes abgekommenen Burgstall Ganshübel bis zur Veste Schönberg (Shenberg) und über Pürnstein, Blankenberg und Burg Schallenberg bis hin zur Donau erstreckte. Vermutlich war dies die alte Herrschaftsgrenze der Blankenburger. Die Burg Erlach gilt bereits ab 1300 abgekommen.
Bis vor kurzem wurde der Burgstall Erlach als eine Anlage auf einem zur Großen Mühl vorspringenden Sporn beschrieben; die Burg war durch vier Gräben und Wälle vom Hinterland abgeriegelt. Davon ist heute nicht mehr viel vorhanden: Die gesamte Kulturfläche des Burgstalles wurde weggebaggert, um Platz für Bringungswege („Forstautobahnen“) zu schaffen. Im Abraummaterial finden sich kiloweise Keramikscherben (sogenannte Graphitware).

## Einzelnachweise

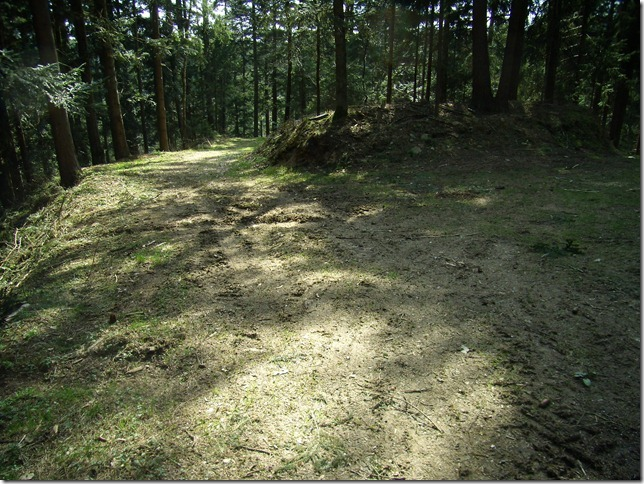
Rest des Burgstalls Erlach